# Lithacodia triplaga
Lithacodia triplaga là một loài bướm đêm trong họ Noctuidae.